# Константин Габриелеску (Браила)
Константин Габриелеску (рум. Constantin Gabrielescu) насеље је у Румунији у округу Браила у општини Бордеј Верде. Oпштина се налази на надморској висини од 17 m.

## Становништво
Према подацима из 2002. године у насељу је живело 844 становника, од којих су сви румунске националности.